# Антиабортное движение в США

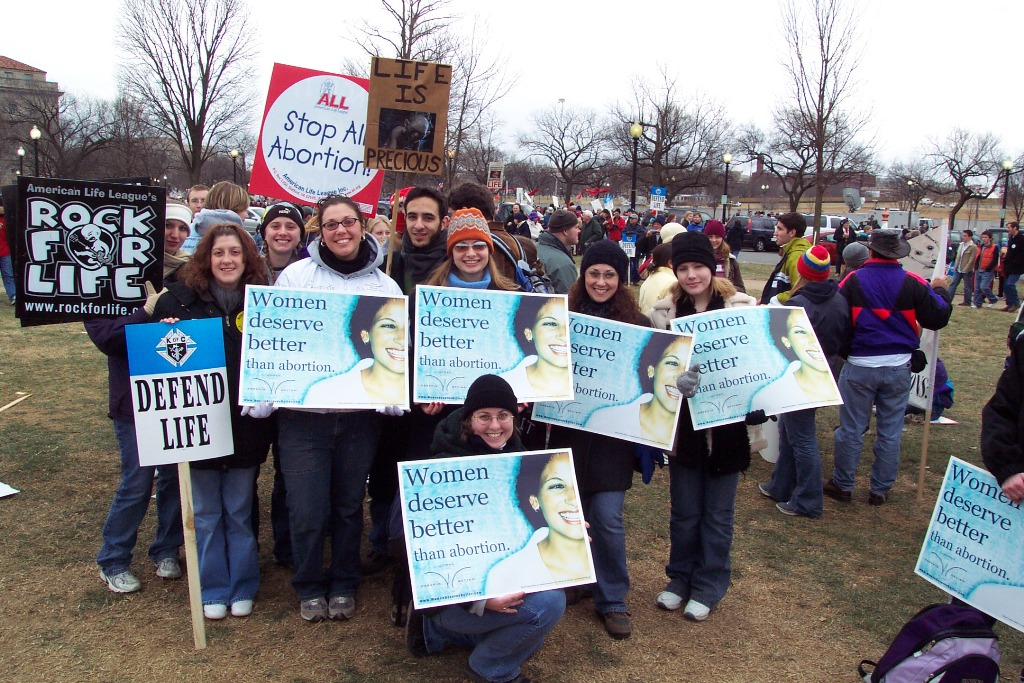
Демонстранты в 2004 году на «марше за жизнь»

Антиабортное движение в США (или движение pro-life (за жизнь) или движение за право на жизнь) выступает против права на аборт и поддерживает введение государственных законов, запрещающих или ограничивающих аборты. Аргументы участников движения базируются на мнении, что человеческая жизнь начинается с момента зачатия, а человеческая зигота (или эмбрион или плод) является человеком и, следовательно, имеет право на жизнь. Движение против абортов поддерживается множеством организаций и не имеет единого централизованного органа по принятию решений.
До 1973 года в США преобладали штаты, законодательство которых запрещало или ограничивало право на аборт. В результате решений Верховного Суда по делам «Роу против Уэйда» и «Доу против Болтона» было упразднено большинство законов, ограничивающих аборты в первом триместре беременности. Данный процесс привлёк внимание множества политиков, которые стремились к отмене решения «Роу против Уэйда».
В США ключевыми сторонниками движения являются религиозные организации, а также Республиканская партия. Движению оказывают поддержку также и гражданские организации (такие как «Светский pro-life») и сторонники феминисток против абортов. Движение стремится обратить вспять «Роу против Уэйда» и содействовать законодательным изменениям или конституционным поправкам, которые запрещают или, по крайней мере, широко ограничивают аборты.
В противовес движению против абортов существует движение за право на аборт (pro-choice), сторонники которого утверждают, что решение делать аборт или нет должно оставаться за самой беременной женщиной.

## История
В 1950-60-е годы росли масштабы движения за либерализацию законодательства об абортах, что во многом связано со второй волне феминизма. Решение Верховного суда по делу 1965 года «Грисволд против Коннектикута» создало прецедент для борьбы за право на неприкосновенность частной жизни в области репродуктивного здоровья. В ответ на общенациональное движение по защите права на аборт, был создан ряд организаций, целью которых была борьба против легализации абортов. Большинство из курировались католическими церковью и общинами. В то же время большинство евангельских христианских групп не рассматривали аборт как явную или приоритетную проблему. Первым крупным представителем современного движения против абортов стал «Национальный комитет по праву на жизнь», который был сформирован на основе Католической конференции Соединенных Штатов в 1967 году.
Термин «pro-life» начал использоваться вместо «против абортов», чтобы убедить сторонников движения, что деятельность направлена на спасение жизней, а не на ограничение репродуктивных прав женщин. Первой организованной акцией стало инициирование католическими епископами США в 1973 году рекомендации внести в Конституцию США запрет на аборты.
Решение суда по делу «Роу против Уэйда», а также отмена большинства законов, регулирующих применение абортов стимулировали рост политического и социального движения против абортов. Всё же в 1970-х и 1980-х годах росла доля американцев, чьё мнение склонялось к позиции pro-choice.
В 1976 году была принята Хайдская поправка, что стало первым значительным достижением в борьбе с абортами. Данная поправка запретила использование федеральных средств для проведения абортов, кроме случаев, когда под угрозой здоровье матери. В этом же году движение против абортов стало одной из основ в предвыборной кампании Республиканской партии, которая призывала внести поправку, запрещающую аборты в Конституцию США. С тех пор было избрано четыре президента, которые выступали против абортов — Рональд Рейган, Джордж Буш-старший, Джордж Буш-младший и Дональд Трамп.
Некоторые СМИ отмечают оживление движения против абортов в 21-м веке. В 2011 году Фред Барнс из The Weekly Standard написал: 

« Рост движения против абортов – явление само собой разумеющееся. Оно омолодилось, стало более предприимчивым, сменило стратегию своих действий, его организация улучшилась, его действия стали  более жёсткими, как по отношению к врагам, так и к сторонникам; движение амбициозно и беспощадно, как никогда ранее. Сегодня сторонники движения получили новую моральную основу, во многом благодаря качеству приборов УЗИ. То, что раньше давало расплывчатое пятно, сегодня даёт изображение с высоким разрешением, благодаря чему то, что ранее было всего лишь "плодом" сегодня стало "младенцем" ».
 Барнс также описал рост числа сторонников борьбы с абортам среди молодого поколения, особенно среди миллениалов; омоложение старых организаций, таких как Студенты на всю жизнь, и рост новых, таких как 40 Days foe Life и Live Action. Лиза Миллер из The Washington Post написала о смене облика движения в сторону более молодого и женственного, с появлением новых лидеров, среди которых Лайла Роуз из Live Action, Марджори Данненфелсер из списка Сьюзен Энтони, Charmaine Yoest of American United for Life Пенни Нэнс из Concerned Women for America и Кристан Хокинс из Студенты на всю жизнь, которые объединяли всех «молодых христианских работающих матерей».
В последние годы продвигается всё больше новых законов, ограничивающих применение абортов. Институт Гутмахера заявил, что за первые шесть месяцев 2011 года было принято восемьдесят законов, ограничивающих применение абортов, что «более чем вдвое превышает рекорд 2005 года, когда было принято 34 таких законов, и более чем втрое результат 2010 года с 23 законами».

## Обзор
Такие организации как Американская Лига Жизни, Список Сьюзен Энтони, Национальный Комитет по Праву на Жизнь, Американцы, объединённые ради Жизни, и Живые Действия ограничивают свою деятельность движением против абортов. В то же время ряд организаций занимается поддержкой традиционных семейных ценностей. К ним относятся Family Research Council, Focus on the Family, American Family Association и многие другие.
Движение против абортов поддерживается множеством организаций и не имеет единого централизованного органа управления. Существуют различные обоснования позиции против абортов.
Противники аборта, как правило, утверждают, что началом человеческой жизни должен считаться момент оплодотворения либо имплантации. На движение против абортов оказывают влияние идеи биоэтического утилитаризма, в соответствии с которыми любое действие, уничтожающее эмбрион или плод, убивает человека . Любое преднамеренное убийство считается этически или морально неправильным и не может быть оправдано какими-либо выгодами для других. Это убеждение используются как аргумент и в случаях, когда высока вероятность смерти ребёнка в короткий срок после рождения, как например у анэнцефальных плодов.
Некоторые противники аборта также выступают против использования контрацепции, особенно гормональной, экстренной (ECP) и медных ВМС, которые предотвращают не оплодотворение, а имплантацию эмбриона. Поскольку они считают, что состояние беременности начинается при оплодотворении, они называют эти средства абортогенными. Эту точку зрения поддерживает Католическая церковь, но возможность того, что гормональная контрацепция имеет последствия после оплодотворения, оспаривается в научном сообществе, в том числе и специалистами по борьбе с абортами.
В большинстве случаев защитники позиции против абортов ссылаются на религиозные убеждения о святости жизни. В то же время часть сторонников позиции опирается на светско-гуманистические позиции против абортов. Они утверждают, что их позиция основана на правах человека и биологии, а не религии.

## Демография
В 1981 году социолог Дональд Грэнберг провёл опрос среди членов-спонсоров Национального комитета по праву на жизнь, которое показало, что респонденты также придерживались консервативных взглядов на секс, половое воспитание и контрацепцию. Опрос Гранберга предоставил основные демографические характеристики его выборки: 98 % респондентов были белыми, 63 % — женщинами, 70 % — католиками и 58 % имели высшее образование. Грэнберг заключил, что причастность человека к движению против абортов главным образом объясняется тем, что их личная мораль основана на консервативном мировоззрении.
В 2002 году завершилось исследование Кэрола Максвелла, в ходе которого несколько десятилетий опрашивали активистов движения против абортов. Оно показало, что 99 % выборки были белыми, 60 % были женщинами, 51 % имели высшее образование и 29 % были католиками.
В 2008 году социолог Зиад Мансон опрашивал как активистов, так и простых противников абортов. Среди активистов из выборки Мансона 93 % были белыми, 57 % — женщинами, 66 % — католиками и 71 % имели высшее образование. Среди неактивных сторонников 83 % были белыми, 52 % — женщинами, 45 % — католиками, а 76 % имели высшее образование. В ходе анализа полученных данных Мансон пришёл к выводу, что мировоззрение активистов формировались в ходе и как следствие участия в движении против абортов.
Согласно опросу Гэллапа 2013 года, 15 % нерелигиозных американцев выступают против абортов.

## Споры о терминологии

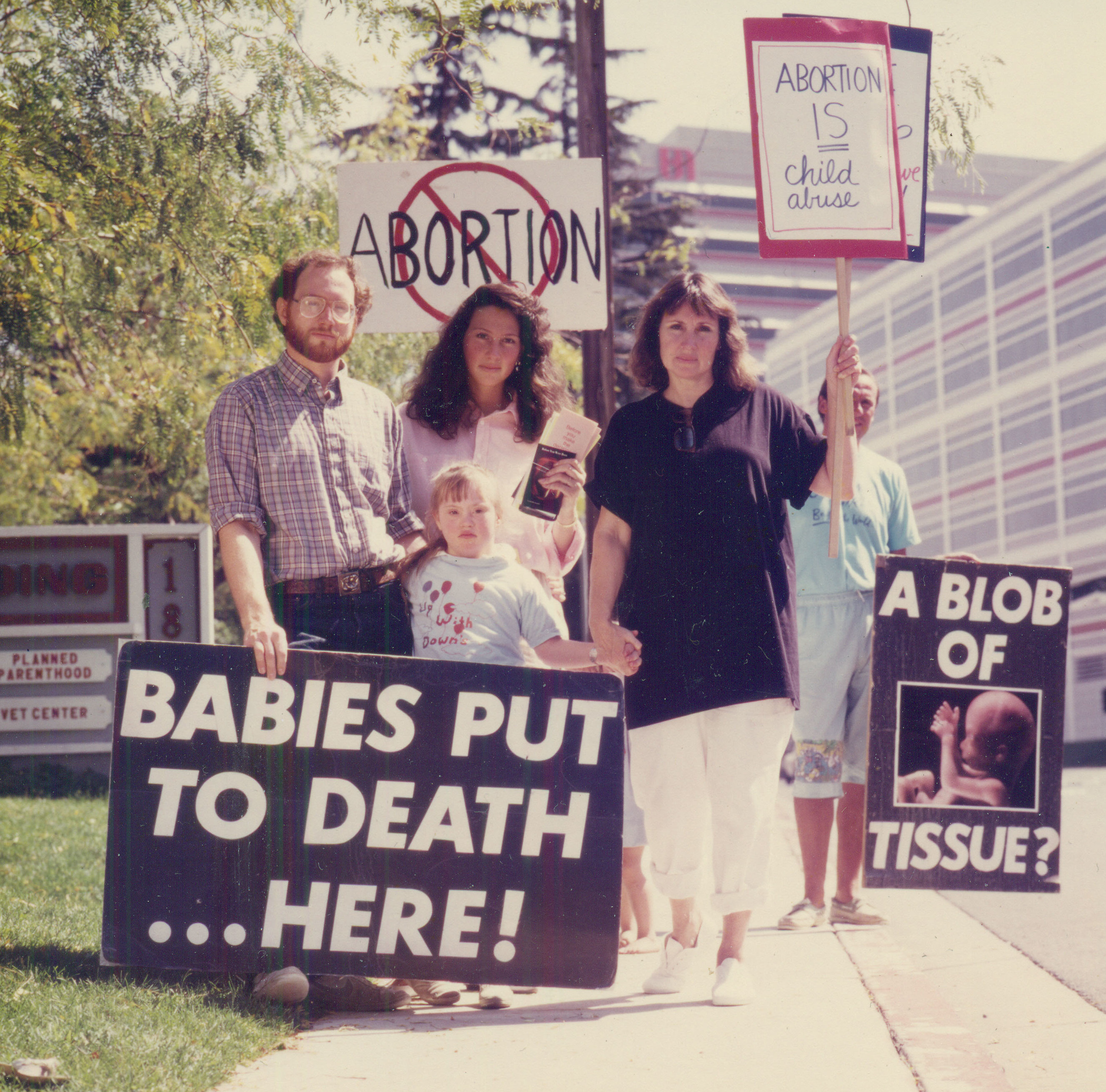
Протест возле клиники, 1986 год.

Противники абортов, как правило, используют такие термины, как «unborn baby», «unborn child», or «pre-born child» («нерожденный ребёнок», «нерожденное дитя» или «неродившийся ребёнок»), а медицинские термины «эмбрион», «зигота» и «плод» считают дегуманизирующими.
И «pro-choice», и «pro-life» относятся к терминам, получивших политическую окраску: они пытаются выставить свою философию в лучшем свете, и в то же время философию оппонента в наихудшем свете. «За выбор» подразумевает, что альтернативная точка зрения является «против выбора», а «за жизнь» подразумевает, что альтернатива — «за смерть» или «против жизни».